# Hottentotta pachyurus
Espèce
Synonymes
- Buthus pachyurus Pocock, 1897
- Hemibuthus kraepelini Roewer, 1943
- Hottentotta geffardi Lourenço, 2000

Hottentotta pachyurus est une espèce de scorpions de la famille des Buthidae.

## Distribution
Cette espèce est endémique d'Inde. Elle se rencontre au Maharashtra et au Tamil Nadu.

## Description
Les syntypes mesurent 46 mm.
Hottentotta pachyurus mesure de 35 à 50 mm.

## Systématique et taxinomie
Cette espèce a été décrite sous le protonyme Buthus pachyurus par Pocock en 1897. Elle est placée dans le genre Buthotus par Vachon en 1949, dans le genre Mesobuthus par Tikader et Bastawade en 1983 puis dans le genre Hottentotta par Kovařík en 1998.

## Publication originale
- Pocock, 1897 : « Descriptions of some new species of scorpions from India. » Journal of the Bombay Natural History Society, vol. 11, p. 102–117 (texte intégral).